# Natalie Righton
Natalie Righton (Bodegraven, 1976) is een Nederlandse onderzoeksjournaliste.
Na haar vwo-opleiding op het St.-Antonius-college in Gouda studeerde ze van 1994–2000 Internationale Bedrijfskunde aan de Erasmus Universiteit in Rotterdam. In de jaren hierna werkte Righton zes jaar als persvoorlichter voor hulporganisaties als Artsen Zonder Grenzen in Afrika en India. Na het behalen van haar postdoctorale dagbladopleiding journalistiek begon ze na een stage op de buitenlandredactie bij de Volkskrant. Voor de Volkskrant werkt ze als buitenlandcorrespondent, internetredacteur en als parlementair verslaggever in Den Haag.
In 2010 deed ze voor de Volkskrant verslag van de oorlog tegen het terrorisme in Afghanistan. Zij reisde daarvoor 3 jaar unembedded door het gebied, regelmatig vergezeld door fotograaf Ton Koene.
In 2011 won zij De Tegel voor haar reportage over de Afghanistan-missie. In 2018 won zij deze journalistenprijs nogmaals, nu voor haar onthulling van de leugen van Halbe Zijlstra over zijn vermeende gesprek met Poetin. In datzelfde jaar volgde een nominatie als Journalist van het Jaar 2018.
In 2020 werd bekendgemaakt dat zij met Pieter Jan Hagens en Twan Huys het televisieprogramma Buitenhof ging presenteren. Na de eerste door Righton gepresenteerde aflevering van Buitenhof, op 23 februari 2020, kondigde de leider van Forum voor Democratie Thierry Baudet gerechtelijke stappen tegen het programma aan, omdat Righton in het programma gezegd had dat de FVD-leider in de Tweede Kamer opzien baarde met de uitspraak dat "de EU een vooropgezet plan heeft om het blanke Europese ras te vervangen door Afrikaanse immigranten". Baudet had dit echter nooit letterlijk gezegd en eiste rectificatie. Buitenhof ging hier niet op in, omdat de bewoordingen van Righton een juiste parafrasering zouden zijn van wat Baudet gezegd had. De rechtbank stelde de VPRO in het gelijk en oordeelde dat geen rectificatie nodig was.
Naast het journalistieke werk Duizend dagen extreem leven schreef zij het kinderboek Help, mijn iglo smelt.

## Prijzen
- De Tegel 2018
- De Tegel 2011

## Publicaties
- Duizend dagen extreem leven. Dagboek van een oorlogsjournalist in Afghanistan, met foto’s van Ton Koene, uitgeverij Lemniscaat (2013) ISBN 9789047705505
- Help, mijn iglo smelt. 4 verhalen van kinderen uit verre landen; uitgeverij Lemniscaat (2009) ISBN 9789047702276
- 50 stoere beroepen; uitgeverij Lemniscaat (2007) ISBN 9789056379452
- Gevlucht uit Tibet; uitgeverij Lemniscaat (2009) ISBN 9789047702382